# اختبار وينجات
اختبار بيئة العمل (المعروف أيضًا باسم اختبار بيئة العمل اللاهوائي) هو اختبار تمرين لاهوائية، غالبًا ما يتم إجراؤه على دراجة ثابتة، ويقيس ذروة القوة اللاهوائية والقدرة اللاهوائية. يتكون الاختبار، الذي يمكن إجراؤه أيضًا على مقياس عمل ذراع التدوير، من ضبط وقت محدد بأقصى سرعة ضد مقاومة معينة. تم تقديم اختبار النموذج الأولي بناءً على اختبار كومينغ في عام 1974، في معهد وينجيت وخضع للتعديلات مع تقدم الوقت. تم استخدام اختبار وينجات أيضًا كأساس لتصميم اختبارات أحدث في نفس السياق، والاختبارات الأخرى التي تستخدم الجري كتمرين بدلاً من ركوب الدراجات. وقد ثبت أن اختبار فاصل العدو السريع مثل ما يشبه بناء اختبار وينجات يزيد من الأداء الهوائي واللاهوائي.
تم تطوير اختبار وينجات في معهد وينجات في إسرائيل خلال السبعينيات
اختبار وينجات

## الصلاحية
لتحديد صحة إجراء الاختبار، يجب على المرء اختبار البروتوكول مقابل «المعيار الذهبي» الموثوق به لاستنباط القيم «الحقيقية». في الحالات التي يكون فيها مثل هذا المعيار، مثل الوزن الهيدروستاتيكي لتحديد تكوين الجسم، هذا أمر سهل. ومع ذلك، لا يوجد مثل هذا البروتوكول القياسي لتحديد السعة أو القدرة اللاهوائية، نظرًا لهذه المشكلة، تم مقارنة اختبار وينجات بدلاً من ذلك بالأداء الرياضي والتخصص الرياضي والنتائج المختبرية. وقد حددت هذه المقارنات أن اختبار وينجات يقيس ما يدعي قياسه، وهو مؤشر جيد على هذه القياسات.  تشكك مراجع أخرى في الصلاحية لأن الطريقة المعتادة لحساب مقاومة شريط الفرامل المحملة بالأوزان لا تأخذ في الاعتبار جميع جوانب نظرية الفرامل بالحبل وتبالغ في تقدير القوة الفعلية بنسبة 12-15 ٪.

## التطبيق
يعتقد أن اختبار وينجات يظهر شيئين: ذروة القوة اللاهوائية الشاملة والقدرة اللاهوائية. تم الإبلاغ عن هاتين القيمتين كعامل مهم في الرياضة مع جهود سريعة شاملة. تعتمد أحداث الركض القصيرة بشكل كبير على مسارات الطاقة اللاهوائية أثناء التنفيذ، مما يؤدي إلى تكهنات بأن الأداء الأكبر في اختبار وينجات يمكن أن يتوقع النجاح في هذه الأحداث. لم يتم إثبات ذلك، وستكون النظرية الأكثر قابلية للتطبيق هي أن التحسينات في درجات وينجات يمكن أن تتوقع تحسينات في أوقات الركض.

## التنويع
شهد اختبار وينجات العديد من الاختلافات منذ بدايته في السبعينيات. استخدم العديد من الباحثين جهاز وينجات 30 ثانية،  بينما قام آخرون بإطالة المدة إلى 60 ثانية، أو حتى 120 ثانية. الغرض الرئيسي من هذا التغيير هو التأكيد بشكل أكبر على كل من أنظمة الطاقة اللاهوائية اللاكتيك واللبنية، والتي تعد المصدر الرئيسي للطاقة في الدقيقتين الأوليين من التمرين.
تغيير آخر تم إجراؤه هو تكرار اختبارات وينجات. في الأدبيات الحالية، تم تكرار هذا الاختبار أربع أو خمس أو حتى ست مرات في جلسة اختبار واحدة.  يمكن أن يؤدي تكرار اختبار أثناء جلسات التدريب إلى زيادة الطاقة والقدرة الهوائية، وكذلك السعة الهوائية القصوى. 
آخر تغيير شائع هو عبء العمل أثناء الاختبار. استخدم اختبار وينجات الأصلي حمولة 0.075 كيلوبايت لكل كيلوغرام من وزن الجسم للموضوع. بما أن هذه كانت مواضيع شابة، يقترح البعض أن الأشخاص البالغين يجب أن يستخدموا أعباء عمل أكبر، وقد تم استخدام العديد من الأحمال المختلفة. استخدمت أعباء عمل من 0.053 و 0.067 و 0.080 كيلوبايت لكل كيلوغرام من وزن الجسم، بينما قام باحثون آخرون بزيادة عبء العمل إلى أعلى، إلى 0.098 كيلوبايت لكل كيلوغرام من وزن الجسم. يمكن أن تظهر ميزة زيادة عبء العمل قيمة متزايدة، وبالتالي أكثر تمثيلًا، لقوة الذروة لدى الرياضيين الجامعيين. يمكن تعديل عبء العمل، ولكن اختبار وينجات القياسي لا يزال يستخدم عبء العمل الأصلي.

## اختبار الإجراء العام
قبل أن يبدأ الهدف اختبار وينجات، يقومون عادةً بإحماء منخفض المقاومة لمدة خمس دقائق على الأقل للمساعدة في تقليل خطر الإصابة. أثناء الإحماء، يكمل الشخص عمومًا اثنين أو ثلاث «عدسات» لمدة 15 ثانية للتأكد من أنها معتادة على الحركة السريعة قبل بدء الاختبار. عند الانتهاء من الإحماء، يجب أن يستريح الشخص لمدة دقيقة واحدة، وبعد ذلك يبدأ الاختبار. يحصل الشخص على عد تنازلي مدته خمس ثوانٍ إلى بداية الاختبار، وخلال ذلك الوقت يقومون بالدواسة بأسرع ما يمكن. في بداية الاختبار، ينخفض عبء العمل على الفور (في غضون ثلاث ثوانٍ إذا استخدم مقياس عمل ميكانيكي) ويستمر الهدف في الدواسة بسرعة لمدة 30 ثانية.
بشكل عام، يجمع مقياس الجهد الكهربائي مع فرامل كهرومغناطيسية البيانات ويعرضها من خلال الكمبيوتر. باستخدام مقياس العمل الميكانيكي، يجب على الباحث حساب وتسجيل عدد الثورات التي يتم تدويرها لكل فاصل زمني مدته خمس ثوانٍ أثناء الاختبار، ثم تحديد بيانات الطاقة. عند الانتهاء من الاختبار، يجب أن يقوم الشخص بالدواسة ضد المقاومة المنخفضة في مرحلة التهدئة.
يمكن إتمام اختبار وينجات على عدة أنواع من مقاييس عمل الدراجات، والتي يمكن التحكم فيها إما بفرامل ميكانيكية أو كهرومغناطيسية. إذا تم استخدام مقياس عمل بنظام كبح كهرومغناطيسي، فيجب أن يكون قادرًا على تطبيق مقاومة ثابتة. يعد مقياس عمل اختبار مونارك وينجات الأكثر استخدامًا في العالم.

## العمليات الحسابية
ذروة الطاقة (pp)
وتقاس خلال أول خمس ثوان من الاختبار، وتحسب كالتالي:
{\displaystyle P={\tfrac {F\times d}{t}}}
حيث t هي الوقت بالثانية، وفي الإرغونومتر مع الفرامل الميكانيكية، طاقتها هي العجلات الطائرة، بينما المسافة هي:
{\displaystyle d=revolutions\times d_{f}}
حيث df هي المسافة حول العجلات الطائرة (وتقاس بالمتر). قيم ذروة الطاقة تكون في الحاسوب مقاييس عمل فرملة كهرومغناطيسية. الطاقة يرمز لها بالواط (w).

طاقة الذروة النسبية (RPP)
هذا يسمح بإجراء مقارنات بين الأشخاص من مختلف الأحجام وكتل الجسم، ويتم حسابه من خلال:
{\displaystyle RPP={\tfrac {PP}{BW}}}
حيث BW هي وزن الجسم.
الجهد اللاهوائي (AF)
ويظهر نسبة الطاقة المفقودة من بداية ونهاية الاختبار.يتم حساب ذلك بواسطة:
{\displaystyle AF={\tfrac {PP-LP}{PP}}}
حيث PPهي ذروة الطاقة وLPهي اقل طاقة.
القدرة اللاهوائية (AC)
هي إجمالي العمل المنجز خلال فترة الاختبار.
{\displaystyle \sum _{i=0}^{n}P_{i}}
تبدأ من بداية الاختبار i إلى النهاية n

## اعتبارات الإختبار
تحدث الاختلافات النهارية داخل الجسم بأشكال عديدة، مثل مستويات الهرمونات والتنسيق الحركي، لذلك من المهم النظر في الآثار التي قد تظهر في اختبار وينجات. أكدت الدراسات الحديثة أن الإيقاعات اليومية يمكن أن تغير بشكل كبير ذروة إنتاج الطاقة خلال اختبار وفقًا لهذه الدراسات، يؤدي اختبار وينجات في الصباح الباكر إلى الحصول على قيم طاقة ذروة أقل بكثير من اختبار وينجات المتأخر بعد الظهر أو المساء. كما هو الحال في كل مجهود بدني، يمكن للعديد من العوامل الخارجية أن تلعب دورًا في أداء وينجات. الدافع موجود في كل حدث رياضي تقريبًا، ويعتقد البعض أنه يمكن أن يحسن الأداء. لم يثبت أن الدافع المعرفي يؤثر على أداء وينجات؛ تم العثور على الدافع العاطفي لتحسين تصنيفات الطاقة الذروة. لذلك يُقترح توحيد جميع العوامل الخارجية التي تنطوي على العاطفة إن أمكن في بيئات اختبار وينجات. عامل خارجي مهم آخر هو الاحماء. وفقًا لبعض الأدبيات، أدى الإحماء المتقطع لمدة 15 دقيقة إلى تحسين متوسط إنتاج الطاقة بنسبة 7٪ مع عدم التأثير على قيم الذروة. تشير هذه النتائج إلى أن الاحماء هو عامل غير مهم في مستويات الطاقة القصوى، ولكن إذا كانت القوة المتوسطة هي متغير الاهتمام، فمن المهم توحيد الاحماء. نظرًا لأن اختبار وينجات يشدد على أن أنظمة التمثيل الغذائي اللاهوائي اختبار استهلاك الجلوكوز يمكن أن يكون عاملًا مؤثرًا آخر. تستخدم أنظمة الطاقة اللاهوائية الجلوكوز كمصدر للطاقة الأساسي، ويمكن أن يؤثر الجلوكوز المتاح الأكبر على إنتاج الطاقة على فترات قصيرة. لذلك، يجب توحيد استهلاك الجلوكوز قبل الاختبار بين جميع المشاركين.يمكن أن يؤثر معدل أخذ العينات بشدة على القيم التي يتم الحصول عليها من أجل الذروة ومتوسط إنتاج الطاقة. تظهر معدلات أخذ العينات المتوافقة مع اختبار مقياس عمل ميكانيكي قياسي قيم الذروة ومتوسط الطاقة أقل بكثير من الاختبار مع معدلات أخذ عينات أعلى بكثير في تغذية بيانات الكمبيوتر. علاوة على ذلك، تميل الاختبارات التي تستخدم معدلات أخذ عينات منخفضة (<2 هرتز) إلى أن تكون أقل اتساقًا من الاختبارات ذات معدلات أخذ العينات العالية. هذا يشير إلى أن معدل أخذ العينات على الأقل 5 هرتز (0.2 ثانية) يوفر النتائج الأكثر دقة.

## استخدامات أخرى
يمكن استخدام اختبار وينجات أيضًا في حالات التدريب، خاصة في راكبي الدراجات.  في العديد من السباقات، ينهي راكبو الدراجات السباق بسباق سريع. يشدد هذا الجهد الأقصى على مسارات الطاقة اللاهوائية. وقد أثبتت، التدريب بهذه الطريقة يمكن أن تزيد من الأداء الهوائي واللاهوائي. نظرًا لأن هذه الطريقة يمكن أن تزيد من الأداء اللاهوائي، فقد اعتاد العديد من الرياضيين على ركوب الدراجات استخدام فترات الركض المتكررة، مثل اختبار وينجات، كأجهزة تدريب لزيادة الأداء في المرحلة النهائية من السباق. قد يتم تعديل اختبارات وينجات هذه بشكل طفيف من الاختبار القياسي المنصوص عليه أعلاه.

## ذات صلة
- تمارين لاهوائية.
- تدريب متواتر عالي الكثافة.